# رموز جهان

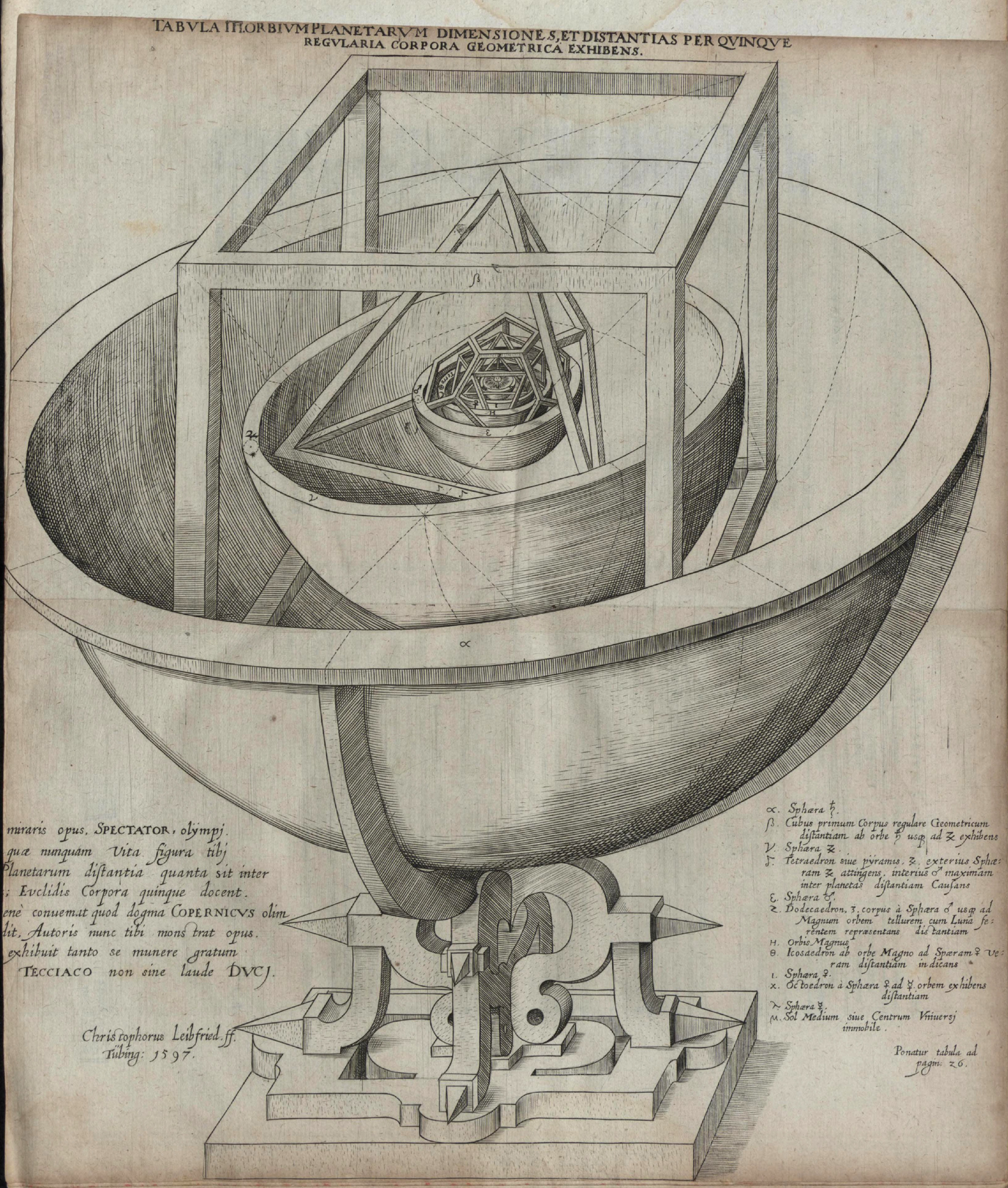
تصور یوهانس کپلر از منظومه شمسی، تشکیل‌شده از اجسام افلاطونی از رموز جهان (۱۵۹۶)

رموز جهان (لاتین: Mysterium Cosmographicum) کتابی دربارهٔ ستاره‌شناسی اثر منجم آلمانی یوهانس کپلر است که برای اولین بار در ۱۵۹۶ در توبینگن چاپ شد. کپلر در این اثر می‌گوید ساختار جهان به دور مدار زحل بر اساس رابطهٔ بین پنج جسم افلاطونی است به صورتی که یکی در درون دیگری قرار گرفته باشد. کپلر در این کتاب هر کدام از شش سیارهٔ شناخته‌شده در آن زمان را به‌گونه‌ای نشان داد که روی سطح کره‌هایی هم مرکز و جداشده با پنج جسم افلاطونی دور خورشید می‌گردند و به این ترتیب نظریه خورشیدمرکزی خود را (که از زمان نیکلاس کوپرنیک برای اولین بار مطرح شده بود) بیان می‌دارد.